# 21564 Widmanstätten
21564 Widmanstätten là một tiểu hành tinh vành đai chính với chu kỳ quỹ đạo là 1986.8059528 ngày (5.44 năm).
Nó được phát hiện ngày 26 tháng 8 năm 1998.